# Scinax boesemani
A Scinax boesemani a kétéltűek (Amphibia) osztályának békák (Anura) rendjébe és a levelibéka-félék (Hylidae) családjába tartozó faj.

## Előfordulása
A faj Brazíliában, Francia Guyanában, Guyanában, Suriname-ban, Venazuelában továbbá valószínűleg Boliviában, Kolumbiában és Peruban él. Természetes élőhelye a szubtrópusi vagy trópusi nedves síkvidéki erdők, időszakos édesvizű mocsarak. A fajt élőhelyének elvesztése fenyegeti.